# Mieczysław Czaja
Mieczysław Czaja (ur. 12 kwietnia 1903 w Gorlicach, zm. 30 grudnia 1958 w Lasach Krynickich w leśnictwie Nawojowa) – polski biolog, prof. zw. dr hab. nauk weterynaryjnych, podsekretarz stanu w Ministerstwie Rolnictwa.

## Życiorys
Urodził się w nauczycielskiej rodzinie Józefa i Wandy z Leszczyńskich. W 1921 ukończył gimnazjum w Nowym Targu, od 1921 studiował na Akademii Medycyny Weterynaryjnej we Lwowie, którą ukończył w 1926 uzyskując stopień lekarza weterynarii. Edukację kontynuował na Uniwersytecie Leibniza w Hanowerze. W 1929 obronił pracę doktorską. W latach 1927–1930 był kierownikiem zootechnicznych Zakładów Doświadczalnych początkowo w Mużyłowie (okolice Tarnopola), następnie 1930 w Pińczowie i od 1930 do 1939 w Świsłoczy (powiat Wołkowysk). W latach 30. współpracował z Izbami Rolniczymi w Białymstoku, Brześciu n. Bugiem i Wilnie, a od 1932 wykładał także hodowlę owiec na Uniwersytecie Wileńskim.
W czasie okupacji niemieckiej był inspektorem hodowli owiec w Krakowskiej Izbie Rolniczej.
W 1945 został doktorem habilitowanym i otrzymał stanowisko docenta, a w 1950 został profesorem Uniwersytetu Jagiellońskiego. W 1952 rozpoczął pracę w Szkole Głównej Gospodarstwa Wiejskiego, do 1958 kierował tam Katedrą Szczegółowej Hodowli Zwierząt. Równocześnie od 1955 przez dwa lata kierował Zakładem Genetyki Zwierząt Domowych Polskiej Akademii Nauk, a od 1957 Zakładem Hodowli Doświadczalnej Zwierząt PAN. W 1954 został profesorem zwyczajnym. Od 1952 przez pięć lat pełnił funkcję podsekretarza stanu w Ministerstwie Rolnictwa oraz był organizatorem Instytutu Zootechniki w Krakowie. Prowadził prace hodowlane, głównie dotyczące owiec – stworzył rasę owcy zwaną górską owcą polską, a także bydła czerwonego polskiego (poprawienie jego pogłowia czerwonym bydłem duńskim). Należał do inicjatorów hodowli tarpana w Popielnie oraz rozpoczęcia restytucji łosia w Puszczy Kampinoskiej. Członek korespondent PAN (od 1954).
Był mężem Krystyny Czajowej (zm. 1999).
Zmarł na atak serca widząc bezprawny wyrąb cennego drzewostanu w lesie k. Nawojowej, spoczął w alei zasłużonych na cmentarzu Rakowickim (kwatera LXVII-płn.2-3).
Materiały archiwalne Mieczysława Czai znajdują się w PAN Archiwum w Warszawie pod sygnaturą III-78.

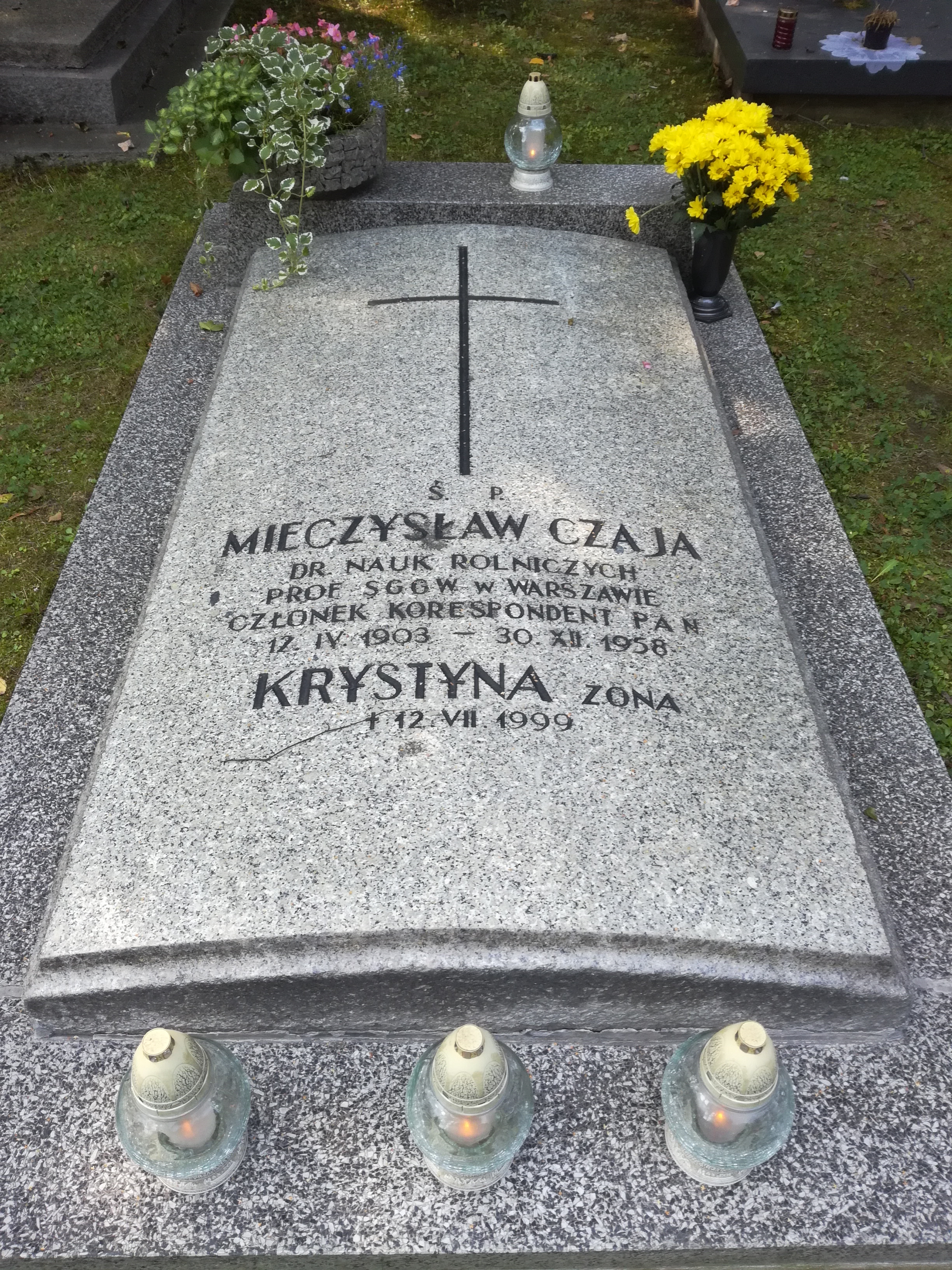
Grób prof. Mieczysława Czai na cmentarzu Rakowickim w Krakowie

## Ordery i odznaczenia
- Krzyż Komandorski z Gwiazdą Orderu Odrodzenia Polski
- Złoty Krzyż Zasługi (22 lipca 1951)[11]
- Medal 10-lecia Polski Ludowej (14 stycznia 1955)[12]

## Nagrody
- Państwowa Nagroda Naukowa III stopnia w dziedzinie nauk rolniczo-leśnych za prace z dziedziny hodowli owiec (1950)[13]